# Oudenberg

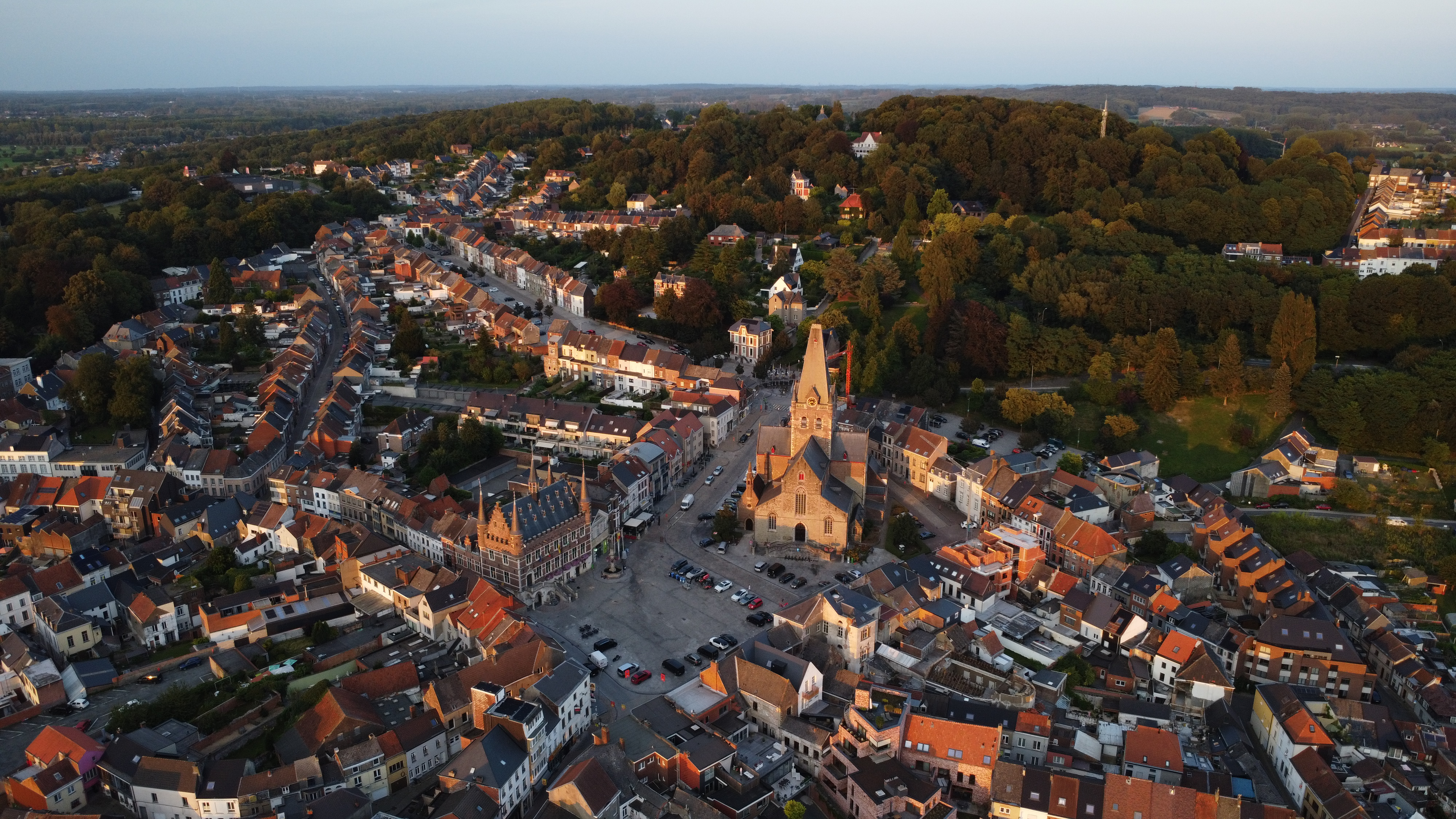
Stadscentrum Geraardsbergen gelegen op de westflank van de Oudenberg

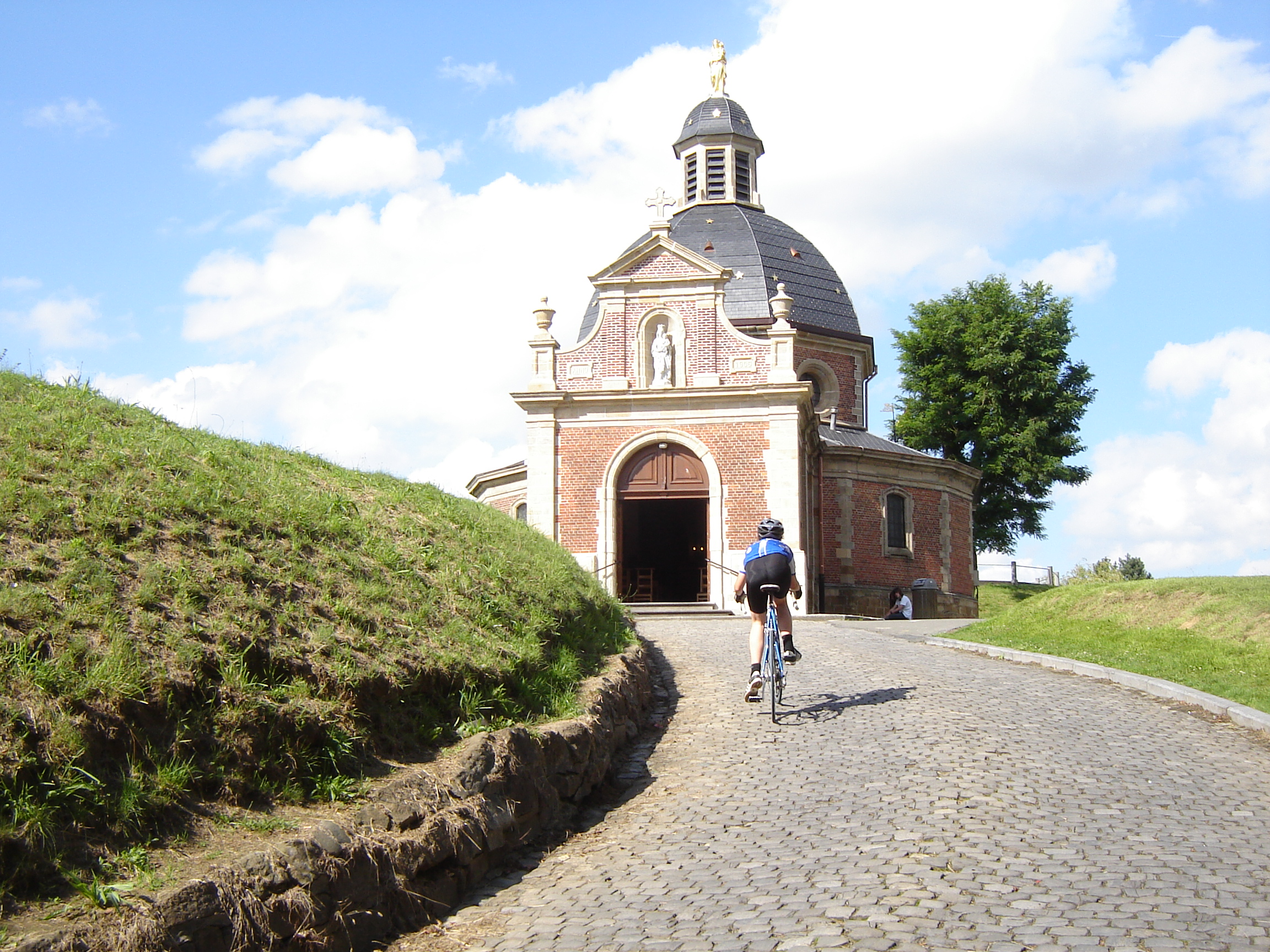
Top van de Oudenberg met kapel

De Oudenberg is een getuigenheuvel in de Belgische stad Geraardsbergen in de Vlaamse Ardennen. Vanaf de top, die 110 m hoog is, heeft men een mooi uitzicht op de omgeving. De heuvel is minder steil langs de oostzijde dan aan zijn westelijke zijde waar de Dender een diepe vallei uitsleet. Anno 2018 is er een hypothese die stelt dat het een grafheuvel zou kunnen zijn. Waarom de vijver op de top nooit droog staat is nog niet uitgeklaard.

## Kapel
Boven op de Oudenberg staat de kapel Onze-Lieve-Vrouw Oudenberg, een bedevaartkapel die gebouwd werd in 1906. Daarvoor stond een kleinere kapel die vermoedelijk uit de 17de eeuw stamde. Op deze kapelberg wordt het dubbelfeest Krakelingen en Tonnekensbrand gevierd, erkend door UNESCO als immaterieel erfgoed van de mensheid. De Oudenberg en zijn omgeving werden in 1940 erkend als beschermd landschap.

## Hellingen

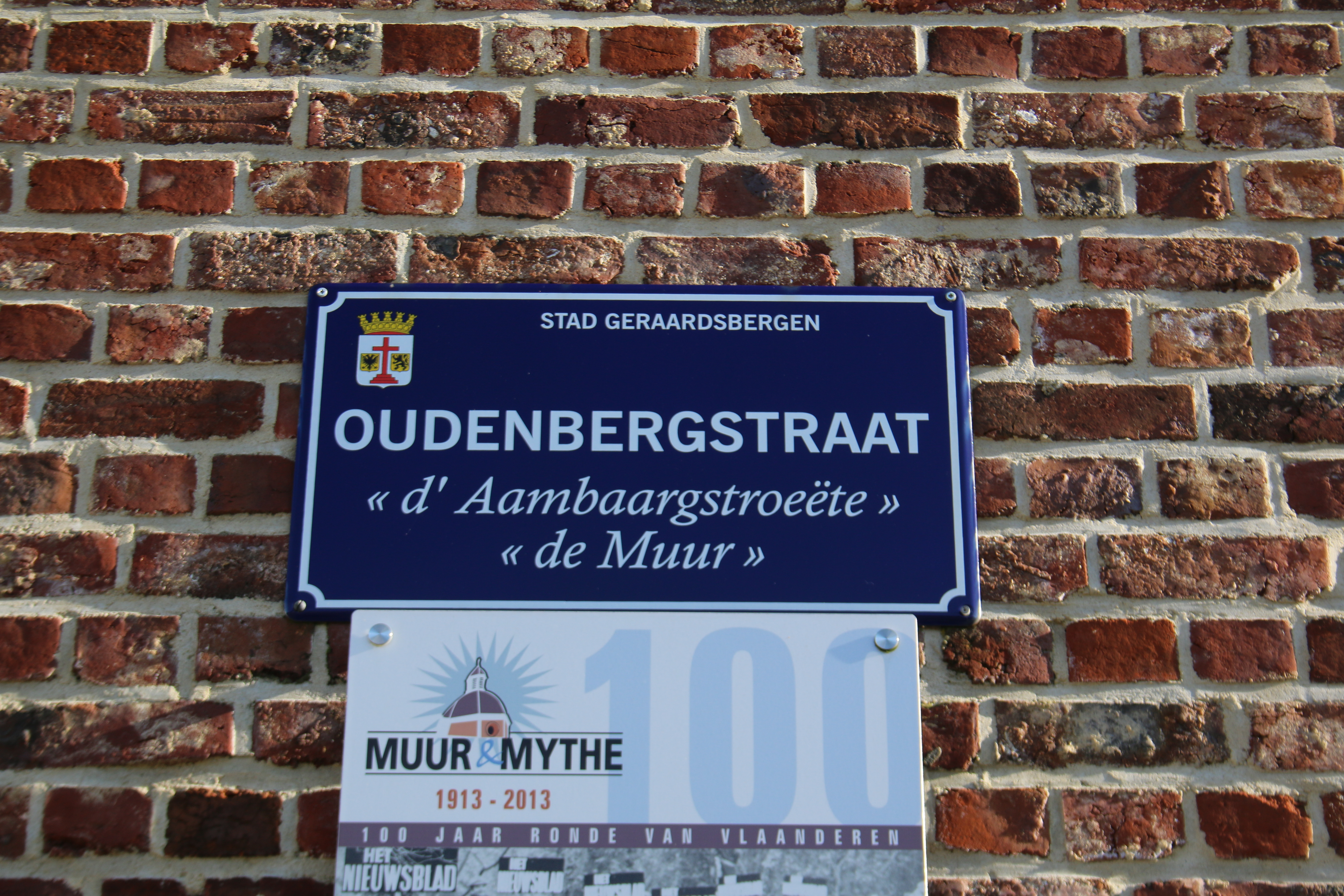

Een kasseiweg die de Oudenberg oploopt is de Muur van Geraardsbergen, een bekende helling uit het wielrennen en beschermd als monument. Volgens de COTACOL is dit de zwaarste klim van Vlaanderen. Andere hellingen die vanuit de Dendervallei dezelfde heuvel opgaan zijn de Kloosterstraat en, meer zuidelijk de Overberg en Boelarebos.

## Naam
Volgens lokale overlevering was de Oudenberg in de voorchristelijke tijd een heiligdom. 'Oudenberg' zou een verbastering zijn van 'Odinberg', dus de berg gewijd aan de Germaanse oppergod Odin. De huidige kapel zou staan op de plek van het heiligdom. De benaming "oudenberg" kan ook geëvolueerd zijn uit het Germaans Altenberg, dus 'oude berg' of Aldenberg, berg van Aldo. Volgens archeologen staat de kapel op een tumulus of grafheuvel. Er is echter nog geen wetenschappelijk bewijs voor dit verhaal.

## Geschiedenis
De Oudenberg heeft een strategische ligging op de grens van het graafschap Vlaanderen, het hertogdom Brabant en het graafschap Henegouwen. Het is om die reden dat Geraardsbergen in 1068 een stadskeure kreeg van Boudewijn VI en een stad werd. Zijn vader Boudewijn V had enkele jaren daarvoor het gebied tussen de Schelde en de Dender veroverd en Boudewijn VI wou dit verworven gebied beschermen met Geraardsbergen als versterkte vesting op de flank van de Oudenberg.